# Гай Требаций Теста
Гай Требаций Теста (на латински: Gaius Trebatius Testa, * 84 пр.н.е.; † 4 г.) принадлежи към най-важните римски юристи от края на Римска република и на ранния Принципат. От неговото произведение са познати титлите: De religionibus и De civili.
Произлиза от Велия (гр.: Елея) в Лукания. Той е ученик на Квинт Корнелий Максим и учител на най-значимия юрист от следващата генерация, Марк Антистий Лабеон, чийто ученици създават прокулското училище по право на Прокул.
Требаций е от младеждки години приятел на Цицерон. През 54 пр.н.е. Цицерон дава съвет на Гай Юлий Цезар да вземе Требаций в галския поход. Той става довереник на Цезар, преговаря между Цицерон и Цезар и стои през гражданската война на страната на Цезар. След неговото убийство той се присъединява към Октавиан.
Требаций не минава службите на cursus honorum. Той е юридически съветник и уважаван от юристите. Цицерон му посвещава през 44 пр.н.е. произведението си Topica. Прави експертиза в бракоразводното дело на Меценат от Терентила през 16 пр.н.е.
Хораций го споменава в сатирите си: Trebati / quid faciam? praescribe! – Quiescas!